# Свети Архангел Михаил (Манастирци)
„Свети Архангел Михаил“ е православна църква в село Манастирци, община Лозница, област Разград. Тя е част от Разградска духовна околия, Русенска епархия на Българската православна църква. Църквата е действаща само на големи религиозни празници.
Храмът е построен през 1850 г.
През 2010 г. община Лозница отпуска 75 214 лв за обновление на църквата, като сред дарителите са и хора свързани със селото. Покривната конструкция изцяло е заменена, извършено е вътрешно и външно измазване, подменени са старите прозорци с топлоизолационни, на пода е поставен красив теракот в класически стил, а иконостасът е реставриран.